# オットー1世 (メラーン公)
メラーン公オットー1世（Otto I., Herzog von Meranien, 1180年ごろ - 1234年5月7日）は、アンデクス家のメラーン公（在位：1204年 - 1234年）。ブルゴーニュ女伯ベアトリクスとの結婚により、ブルゴーニュ伯（オットー2世、在位：1208年 - 1231年）。イストリア辺境伯およびクライン辺境伯（在位：1228年 - 1234年）。

## 生涯
オットー１世はメラーン公ベルトルトとアグネス・フォン・ロホリッツの間の長男である。1204年に父ベルトルトが死去した後、メラーン公位を継承した。一方、父が持っていたイストリアおよびクライン辺境伯位は弟ハインリヒ2世が継承した。
1208年6月21日、オットーはホーエンシュタウフェン家のブルゴーニュ女伯ベアトリクスと結婚した。ベアトリクスはブルゴーニュ伯オットー1世の娘であった。バンベルクで行われた結婚式において、ベアトリクスの叔父であるドイツ王フィリップが暗殺され、その後オットーはフィリップと対立していたヴェルフ家のオットー4世に接近した。しかし、アンデクス家の立場は著しく弱まった。弟ハインリヒ2世は、フィリップの暗殺への関与を追及され、その領地はバイエルン公ルートヴィヒ1世に奪われた。
オットーはブルゴーニュ伯領を支配したと思われるが、ブルゴーニュ伯領を巡っては在地貴族のオーソンヌ伯と長い間争った。また、シャンパーニュ伯ティボー4世に対し、担保としてブルゴーニュの領地を与えなければならなくなった。
1217年、オットーはオーストリア公レオポルト6世とその義兄ハンガリー王アンドラーシュ2世とともに第5回十字軍に参加した。1222年、ブザンソン大司教ジェラール1世・ド・ルージュモンとの間で、オットーの義父ブルゴーニュ伯オットー1世による約束を破って城を建設したことに対して論争が起こった。オットーは城を破却しなかったか説明を行わなかったために、大司教はオットーを破門し、その領土全体に秘蹟執行禁止命令を下した。オットーはすぐさま助けを求めに弟であるバンベルク司教エクベルトに会いにバンベルクへ向かった。1223年10月20日、オットーは多額の教会への寄付からなる5つの特許状を発行した。1228年、少し前に弟ハインリヒ2世が取り戻したイストリアとクラインを相続した。
1231年、妃ベアトリクスが死去し、オットーはブルゴーニュ伯位を息子オットーに譲った。1234年にオットーは死去し、息子オットーがメラーン公位、イストリアおよびクライン辺境伯位も継承した。

## 子女
1208年6月21日、オットーはブルゴーニュ女伯ベアトリクスと結婚し、以下の子女をもうけた。
- オットー2世（1226年ごろ - 1248年）[4] - 1231年に母ベアトリクスよりブルゴーニュ伯位を継承、1234年に父オットーよりメラーン公位、イストリアおよびクライン辺境伯位を継承した。チロル伯アルベルト4世の娘エリーザベトと結婚したが、男子継承者がなく、オットー3世の死によりアンデクス家は断絶した。
- ベアトリクス（1210年 - 1271年） - ヴァイマル＝オーラミュンデ伯ヘルマン2世と結婚
- アグネス（1215年ごろ - 1263年） - 最初にオーストリア公フリードリヒ2世と結婚したが、離婚[5]。その後、ケルンテン公ウルリヒ3世と結婚した。
- マルガレーテ（1271年没） - 1232年にボヘミア公オタカル1世の息子モラヴィア辺境伯プシェミスルと結婚、2度目にトリューディンゲン伯フリードリヒと結婚。
- アーデルハイト（1279年没） - ブルゴーニュ女伯（1248年 - 1279年）。初めユーグ3世・ド・シャロンと結婚[4]、2度目にサヴォイア伯フィリッポ1世と結婚。
- エリーザベト（1272年没） - ニュルンベルク城伯フリードリヒ3世と結婚

ベアトリクスが1231年に死去した後、アンハルト伯ハインリヒ1世の娘ゾフィーと結婚したが、子女はいなかった。